# Isaak Baziak
Issak Baziak, ukr. Iсаак Базяк (ur. w 1887 r., zm. 28 lutego 1967 r. w Nowym Jorku) – ukraiński działacz narodowy, emigracyjny działacz ruchu prometejskiego
Ukończył szkołę felczerską w Kijowie. Pracował w jednym z miejscowych szpitali. Od 1910 r. znajdował się pod nadzorem służb carskich, gdyż był działaczem Ukraińskiej Partii Socjalistów-Rewolucjonistów (ukraińskich eserów). Wszedł w skład Komitetu Centralnego Partii. Współwydawał nielegalną gazetę "Боротьба". W latach 1917–1918 był członkiem Ukraińskiej Centralnej Rady w Kijowie. Jednocześnie działał w Galicyjsko-Bukowińskim Komitecie Samopomocy. Współpracował przy formowaniu Ukraińskich Strzelców Siczowych. Brał udział w walkach z Polakami i bolszewikami. W 1920 r. wyemigrował do Austrii, a następnie do Czechosłowacji. Od 1923 r. mieszkał w USA. Zajmował się organizacją ukraińskich szkół i pomocy dla uchodźców w Europie. Następnie przyjechał do Francji. W Paryżu stworzył Klub "Niepodległość". Organizował pogrzeb Semena Petlury. Potem przeniósł się do Warszawy. Jesienią 1928 r. stanął na czele komitetu organizacyjnego, który powołał Klub "Prometeusz". Do 1 września 1939 r. wchodził w jego skład. Okres II wojny światowej i pierwsze lata powojenne spędził w Niemczech. Od 1957 r. ponownie żył w USA.